# 11'09''01/セプテンバー11
『11'09''01/セプテンバー11』（いちいちゼロきゅうゼロいち セプテンバーイレブン、原題：11'09''01 September 11）は、2002年に公開されたオムニバス映画。2001年9月11日に起きたアメリカ同時多発テロ事件をテーマに、11人の映画監督がそれぞれの"9月11日"を「11分9秒01」の長さの短編映画に込めた作品。2002年の第59回ヴェネツィア国際映画祭で最優秀短編賞（ケン・ローチ）とユネスコ賞を受賞した。
日本では、2002年9月11日に各メディアにて一斉公開された。まずテアトルタイムズスクエアにてメモリアル特別上映会が行われ、それに引き続き衛星放送で放送、インターネットテレビで配信され、翌12日未明に地上波（TBS系列）にて放送された。その後、2003年4月5日より劇場公開された。

## イラン
- 監督：サミラ・マフマルバフ
- 出演：マリヤム・カリミ

## フランス
- 監督：クロード・ルルーシュ
- 出演：エマニュエル・ラボリ、ジェローム・オリー

## エジプト
- 監督：ユーセフ・シャヒーン
- 出演：ヌール・エルシェリフ、アフメド・ハロウン

## ボスニア・ヘルツェゴビナ
- 監督：ダニス・タノヴィッチ
- 出演：ジャナ・ピーニョ、アレキサンダー・セクサン、タチアナ・ソイッチ

## ブルキナファソ
- 監督：イドリッサ・ウエドラオゴ
- 出演：リオネル・ジスリエル・ギレ

## イギリス
- 監督：ケン・ローチ
- 出演：ウラジミール・ヴェガ
チリ・クーデターが題材。

## メキシコ
- 監督：アレハンドロ・ゴンサレス・イニャリトゥ

## イスラエル
- 監督：アモス・ギタイ
- 出演：ケレン・モル、リオン・レヴォ、トメル・ルソ

## インド
- 監督：ミーラー・ナーイル
- 出演：タンヴィ・アズミ、タレブ・アドラー、カプリ・バワ

## アメリカ
- 監督：ショーン・ペン
- 出演：アーネスト・ボーグナイン

## 日本
- 監督：今村昌平
- 出演：田口トモロヲ、麻生久美子、柄本明、倍賞美津子、市原悦子、役所広司、緒形拳、丹波哲郎
第二次大戦の帰還兵が題材。